# Rock Fever
Rock Fever（又稱滾石DJ）是由鈊象電子(IGS)下所属的RF team开发的音乐游戏。共有5个主要版本。该游戏特色是以收录华语流行歌曲为主，面向中文玩家。

## 各代介绍

### Rock Fever
於1999年推出，為IGS的第一款大型機台音樂遊戲。遊戲仅有4种模式，且音符譜面判定较后续版本严。不同难度的一次打的曲目数不同，每首曲目的选单也不同，少时三首，多则五首左右。
註1：本代4種模式所對應的難度為：初級(Easy)、中級(Normal)、高級(Hard)、專家(Special)，代表著不同模式均為不同的難度。
註2：專家模式的游標掉落速度會不一樣，遊玩時必須謹慎，以免遊戲失敗。
註3：本代有收錄唯一1首Pro難度之歌曲，但並非正式收錄，需至後期版本才正式將Pro難度收錄。

### Rock Fever EX
- Rock Fever EX：於2001年推出。該機台特色為新增組曲模式及遊戲難度NonStop、Pro等級，且修改遊戲歌曲中音符譜面的判定方式。判定時機非常寬鬆成為本遊戲的特色之一，也因此要打出全接的評價比其他同類遊戲要簡單。然而玩家需要挑戰開啟愈多的功能(加速 隱藏 etc...)來挑戰更多的加分。本代將有隱藏模式需透過密碼來開啟，亦有很多需透過密碼才可開啟的功能與其他隱藏(如：Pro難度全曲開放選擇...等)之要素...。
- Rock Fever EX Solo：该机台特色為只有单人游戏模式，且無踏板設計。

註1：NonStop難度，介於Hard及Special兩個難度之間，於本代僅限組曲模式才能玩到此難度，但在後期版本直接納入難度選項中。
註2：本代血量的判定，會依照不同的歌曲數(關卡)，對於失誤扣除血量也有所不同，越後面的關卡失誤所扣除的血量可是會越來越多的，所以請玩家務必要留意，越到後面的關卡將會更難挑戰。而本代若是血量跌到低於基本血量的將近底部甚至直接跌到底，再度加血會變得非常困難，且越後面關卡更需要很多游標才能加血(於困難加血區)，直到脫離困難加血區為止，所以若不慎將血量跌到底部，極有可能有非常高的機率造成挑戰失敗，因此需注意血量的狀況。

### Rock Fever 3
- Rock Fever 3：於2002年推出。新增Fever難度。此代各難度區間的譜面均比以往的同區間譜面要難上許多。並有部分隱藏模式需透過密碼開啟。
- Rock Fever 3 Plus：為全國大賽初次亮相之版本。新增ProFever難度若干首歌，並將部分舊版本歌曲於本代的RF3版本中追加收錄NonStop、Pro、Fever等難度，但在後期版本取消相關曲目。部分模式於本版本免透過密碼開啟，而直接解禁並顯示於模式選擇清單。
- Rock Fever 3.5 MAX：於2005年推出，这个版本集前几代曲目以及若干RF4曲目之大成（包括部分RF4的歌曲於本代新增Easy難度），並收錄兩首限本代才有的歌曲，將Rock Fever 3代的歌曲高級難度追加新譜面（類似RF4版本的PLUS版譜面。但NonStop、ProFever難度除外），並取消Rock Fever 3 Plus所收錄部分EX代與1代的NonStop、Pro、Fever等難度譜面，且前兩代版本各有部分歌曲不再收錄於此版本，ProFever難度縮減至4首歌。

### Rock Fever 4
於2003年推出，分為「Rock Fever 4」及「Rock Fever 4 Remix」。这个版本增加了轨迹球譜面，但在随后的版本又被取消。支持完整曲模式，並支持一定程度的玩家自制游标及谱面。本代取消了NonStop難度，但若切換至Rock Fever 3版本，亦能玩到該版本的NonStop難度歌曲。
本代ProFever難度歌曲僅有普通曲及完整曲各一首歌，且開取需透過隱藏要素才能遊玩，本代切換至Rock Fever 3版本的ProFever難度則歌曲幾乎全收錄。
註：此版本有在「Rock Fever 4」中原有磁碟機可以記錄遊戲資料儲存，但應發生有玩家磁碟片出現中毒的現象，也有發生使用高等磁碟片的玩家將資料複製在其他磁碟片上的作弊BUG，造成其他玩家遊戲上的不公平，所以考量上述因素，且為了可以直接開放部分需透過密碼才可開啟的隱藏歌曲及難度譜面（如：Fever難度全曲開啟），於「Rock Fever 4 Remix」的版本取消了磁碟機功能，但仍可使用密碼開啟其他隱藏功能。

### Rock Fever 5

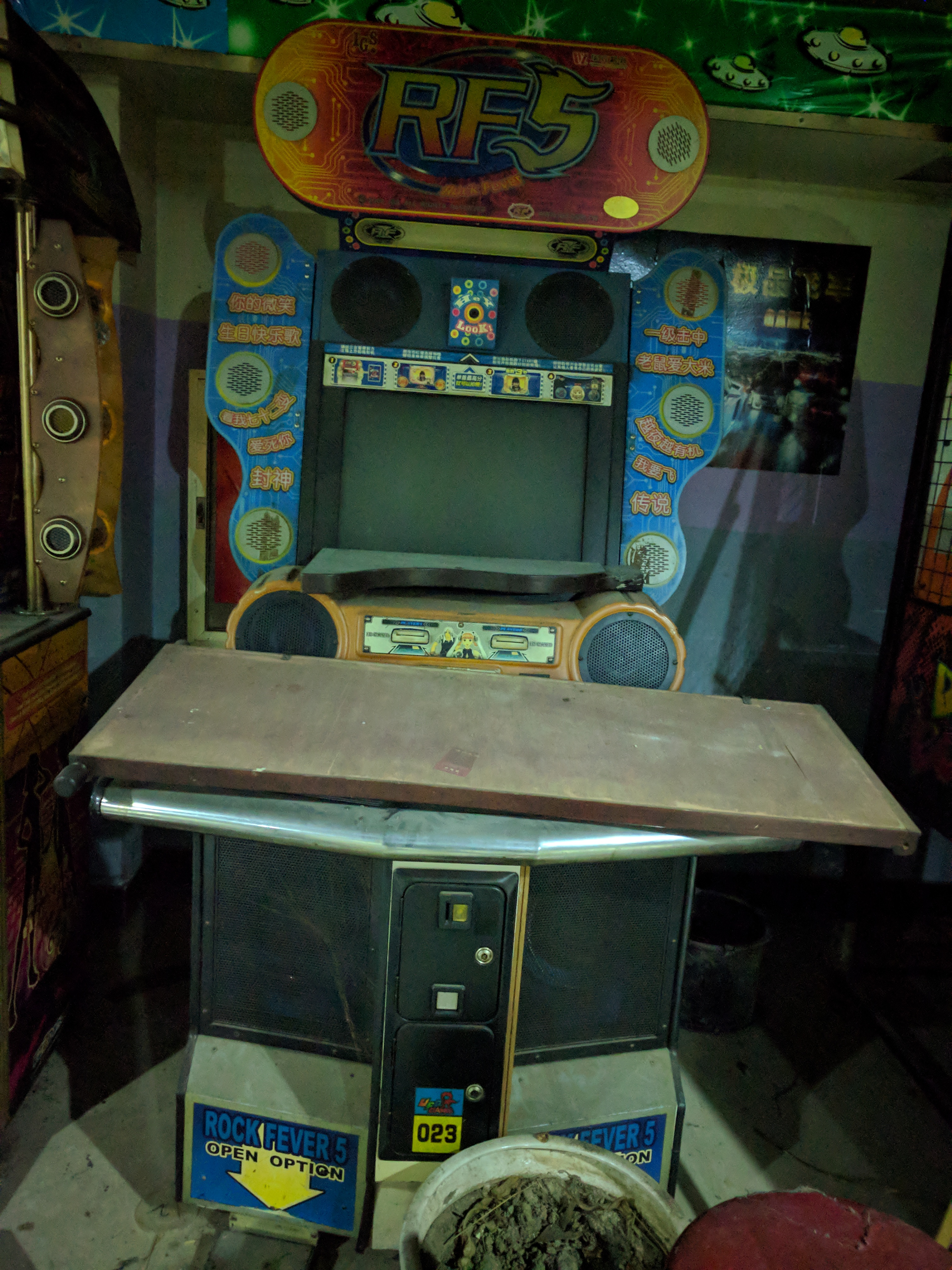

於2005年底推出，由此版本开始，加入了后来IGS几乎全线支持的IC记录卡系统（可開啟隱藏歌曲、隱藏功能及隱藏游標、隱藏難度譜面（Fever、ProFever難度）、隱藏模式（魔幻）、稱號、能力值及其他記錄儲存），並新增夢幻、魔幻遊戲模式及支援網路連線功能。而且此版本不再继承以前的任一首曲目及谱面，改以单首或多首REMIX形式出现。本代再度恢復大量ProFever難度歌曲譜面（大多為需由IC記錄卡透過條件開啟之隱藏譜面，少有需網路連線方能遊玩之網路專用譜面）。此版本新增Magic系列的難度，從Magic1~Magic5不等，均以特殊譜面為主。
註1：Magic系列譜面介紹如下：
Magic1難度：譜面僅會出現兩個紅鍵（1、2號鍵）。
Magic2難度：譜面僅會出現四個籃鍵（3～6號鍵）。
Magic3難度：譜面僅會出現腳踏板（7號踏板）。
Magic4難度：譜面只會出現按鍵並不會有踏板，部分Magic4難度之歌曲則是將原高級難度的其中一難度之其譜面簡化去除腳踏板譜面所呈現出來的Magic4難度譜面，而部分譜面呈現方式較為特別（1～6號鍵）。
Magic5難度：所有按鍵及踏板均會出現（與正常難度的譜面一樣1～6號鍵&7號踏板，但譜面呈現方式特別且有趣，且部分歌曲之Magic5難度會像Magic4難度一樣屬於沒有腳踏板的譜面，但其譜面及難度仍屬於Magic5難度）。
註2：本代有兩首Child版本之歌曲，但僅能使用夢幻模式、魔幻模式(隱藏模式)透過密碼來開啟（無法透過IC記錄卡開啟隱藏功能獲得，屬於夢幻歌曲），Magic系列難度均有。也可以使用隨機選歌功能隨機選到Child版歌曲（限：高級模式、組曲模式(世界排名模式)），難度僅限：Hard、Special、Pro可使用隨機選歌選擇。

## 游戏模式
与Beatmania、beatmania IIDX、EZ2DJ、DJMax、O2勁樂團一样都是下落式节奏游戏。在遊戲歌曲進行中當音符落至最下方的判定线时，按下相對应按键並腳踩踏板以获得分数及增加血量，而當失誤時會減少血量。當歌曲结束时血量超过及格线则可通过，若因失误使血量为零時则不会强制结束游戏。（但在Rock Fever EX之後的組曲模式及Rock Fever 5的魔幻模式，則是当因失误使血量为零時即会强制结束游戏，而像是Rock Fever 3的生存模式則是只能有數次的失誤即強制結束遊戲，無限模式(RF3舊版、Perfect模式)甚至一次都不得失誤（3.5MAX代可失誤一次。EX代則與組曲模式一樣血量制，但遊玩歌曲數甚多），修練模式(超難模式、Fever模式)則為直接無條件過關直到3首完成為止。）
註1：但在3.5MAX可能由店家改成特殊血量技法，於一般遊戲模式的基本血量為及格線位置，但若血量降為零時強制結束遊戲並宣告失敗，而血量於遊戲完成後若未達及格標準亦判定失敗。而4代完整曲模式店家可改為扣血制，血量降為零時直接強制結束遊戲並宣告失敗。4代初級模式店家可改為自動加血模式，連Poor、Lost評價亦會增加血量。上述內容均是店家可於Test Key中自由設定更改遊戲方式。
註2：從EX代新增各模式所代表的IMAGE，可讓玩家分辨遊戲模式的程度，EX代為男孩、3代為女孩、4代為外星娃娃，直到5代取消了模式代表IMAGE。

### 基本操作
机台共有两副键盘供2人同时游戏。每副键盘7个键及一个踏板，分别是左右各一红二蓝及踏板共七个指令键，以及一个START键（3.5MAX及之前版本都在面板角落，4代以后在屏幕下方）。大型的按钮与居中的踏板是该游戏区别于模拟DJ的音乐游戏的一大特征。

### 选项修改
在選擇遊戲歌曲時以腳踩住踏板即出现选项修改画面，可以调整是否踩踏板、隐藏（含突現）、加速、乱数（随机排布Note）、逆流（游標更為由下往上掉落。此功能大多需透過隱藏要素（密碼）才可開啟，RF5為IC記錄卡之隱藏功能）、準度判定等級（準度判定變難更精準。由EX代開始出現，但RF4、RF4 Remix、RF3.5 MAX、RF5廢除此功能）等游戏方式，以及修改游标画面。

### 唯舞独尊Online RF模式
IGS所开发的网络游戏唯舞独尊Online的游戏模式之一。该模式是唯舞独尊2.0的第一个主题，特征是去掉了脚踏板变为6键，将空格改为在能量值满时随机打开去色、游标旋转、隐藏一部分谱面等选项。同时多出了以往RF街机所没有的长音符。该模式没有Key音(僅遊戲內建的鈴鼓音效)，除了收录IGS原创曲多有重叠外，谱面和RF系列也无任何继承关系。
该模式仅在唯舞独尊网游出现，IGS另一同名产品唯舞独尊Online的街机并无此模式。
但該模式仍有使用特殊功能如：速度類、隱藏類的加分效果，凡是開啟特殊功能，在打擊游標時，每一個游標的分數均會有額外多一些分數的效果。

## 原创曲目

### 主题曲
- Rockfever

初代主题曲 演唱者：林有政
- Rockfever EX

EX主题曲 演唱者：林有政
- Rockfever 3

RF3主题曲 演唱者：林有政
- Rockfever Infinity
- Rockfever Infinity Remix

RF4主题曲 演唱者：林有政
- Rockfever Encore

RF5主题曲 演唱者：吴家瑀。

### 古典音乐
- Classic Power

混录了命运、野蜂飞舞、莫扎特小夜曲、勃拉姆斯第二交响曲、土耳其回旋曲、土耳其进行曲等古典曲目
- 妄想非非+ClassicPower Remix

（但僅ClassicPower為原創古典曲，妄想非非原唱者為黎明）
- Canon
- Canon Remix
- 威廉泰尔
- 天鹅湖
- 命運交響曲
- 西班牙鬥牛曲

### 童謠
- 鼓之童謠‧星星
- 生日快樂歌

### 節慶曲
- 武術
- 恭喜發財

### 其他原创曲
- 驱逐出境
- 搖擺

演唱者：Lisa
- 爱悔恨

演唱者：六翼天使
- 爱悔恨+驅逐出境 Remix

（演唱者為Lisa+六翼天使混音的，前段為驅逐出境，後段為愛悔恨，而兩者都是原創曲，故該曲亦為純原創曲）
- Chi Chi Quita
- Chi Chi Quita Remix

演唱者：Jessica Jay
- 天堂门
- 地狱火
- 天堂门+地狱火 Remix
- 圣战序曲
- China Wind
- 就是要妳
- DJ WALKING
- Techno man
- In the wind
- Image
- Dreamer
- High speed heat
- Living in hell
- 世界之木
- Ultra Wave

（為Ultra Wave樂團的主題曲，屬於IGS遊戲音樂專屬創作樂團）

### IGS其他游戏曲目
- 封神
- 封神 Remix

网络游戏《封神》主题曲 演唱者：糯米团
- 七星转生
- 七星转生 Remix

街机游戏《新三国战纪·七星转生》游戏音乐

### IGS兒童合唱團
- 看我72變 Child

原唱：蔡依林
- 呼吸不說謊 Child

原唱：黎明

### 改編曲電音版
- 老鼠愛大米 Remix

（本曲是由「刺玫瑰音樂工作室」混音製作，亦為IGS的原創曲，而「老鼠愛大米」(原版)所採用的版本原唱為：劉明峰）

## 备注
1. ↑  在RF5歌曲选单界面中，该曲并未显示演唱者，但根据片尾字幕有出现“主唱：林有政 罗百吉 吴家瑀”字样推断得出。